# Kamper liedboek

Le Kamper liedboek (ou Livre de chansons de Kampen) est une édition musicale fragmentaire retrouvée en 1882 dans les archives de la ville de Kampen (Pays-Bas). D’origine encore incertaine, elle est considérée comme la plus ancienne édition musicale consacrée à des chansons polyphoniques néerlandaises.

## La source
C’est en 1882 que l’archiviste municipal de Kampen retire de la reliure d’un registre relié en 1542 des feuilles de musique qui servaient de bourrage ; elles se révèlent être les parties d’alto et de basse (ainsi que l’index) d’un livre de chansons néerlandaises. L’impression en est propre et très soignée et chaque feuille est imprimée des deux côtés ; il ne s’agit donc pas d’épreuves ni de maculatures (feuilles tachées qui ne peuvent être reliées). De fait, on suppose qu'il s'agit d'un fragment d'un ouvrage qui a réellement été imprimé et diffusé, et qui en constitue la seule source connue (fragmentaire de surcroît).

## Origine duKamper liedboek

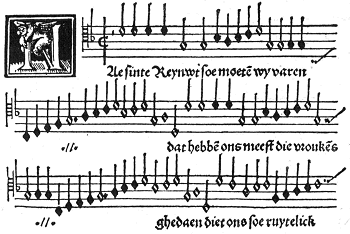
Début de la partie de basse de la chanson Nae sinte Reijnuut soe moeten wij varen (Nous courons à notre perte) du Kamper liedboek.

On s’est vite aperçu que le caractère de musique utilisé sur le fragment était celui qui a été utilisé par l’imprimeur Peter Schoeffer, qui avait travaillé à Mayence, puis Worms (Allemagne), enfin Strasbourg. Il apparaît également que le contenu de ce livre (où les paroles sont données tout au long) est le même que celui d’un livre de chansons néerlandaises publié à Francfort, par Christian Egenolff (1502-1555), dans lequel seul l'incipit des chansons est imprimé.
D’après les dernières recherches de David Fallows et la bibliographie en cours des éditions musicales d’Egenolff par Royston Gustavson, il ressort que :
- le Kamper liedboek a probablement été imprimé dans les Pays-Bas par un imprimeur non identifié, probablement à Anvers, vers 1530-1535.
- c’est l’édition d’Egenolff qui a copié le Kamper Liedboek, et non l’inverse (ce qu’on a cru auparavant). Les pièces ont été reprises dans le même ordre.

## Contenu
Le Kamper liedboek constitue l’édition la plus ancienne consacrée à des chansons polyphoniques néerlandaises. Les compositeurs représentés dans le Kamper liedboek sont anonymes, comme dans la copie par Egenolff, mais des concordances permettent d’en attribuer aux compositeurs Benedictus Appenzeller, Lupus Hellinck, Johannes Ghiselin, Heinrich Isaac, Pierre de La Rue, Jacob Obrecht ou Nicolas Liégeois. Ce recueil marque le début d'une série d'éditions consacrées aux chansons polyphoniques néerlandaises, avec notamment des ouvrages publiés chez Tielman Susato à Anvers, chez Jacob Baethen à Maastricht et chez Pierre Phalèse à Louvain.